# 男じゃないか
『男じゃないか』（おとこじゃないか）は、関西テレビ制作、フジテレビ系列にて1969年4月6日から9月28日まで毎週日曜 21:30 - 22:15の『白雪劇場』（小西酒造一社提供）で放送された刑事ドラマ。主演は関口宏。先輩のお茶汲みばかりしている新米刑事・半田新一を中心とした活躍を描く。
また、後に第2シリーズが制作され、1971年4月6日から9月28日まで放送された。

## スタッフ
- 脚本：土井行夫
- 演出：内海祐治

## キャスト
- 半田新一：関口宏
- 恵子：藤田弓子
- 大原署長：志村喬
- 槙刑事：二谷英明
- 千石刑事：多々良純
- 鳥海刑事：三上真一郎
- 南都雄二
- 田中弘史
- 遠藤辰雄
- 森乃福郎
- 半田明子：伊藤榮子
- 半田多鶴子：荒木雅子

## サブタイトル
| 話数 | 放送日        | サブタイトル     | ゲスト                                 |
| ---- | ------------- | ---------------- | -------------------------------------- |
| 1    | 1969年4月6日  | お茶汲み刑事     |                                        |
| 2    | 1969年4月13日 | 女の顔           |                                        |
| 3    | 1969年4月20日 | 花嫁の父         | 神原：本郷秀雄、鷲塚良子               |
| 4    | 1969年4月27日 | 幽霊の百円玉     | 二宮博見                               |
| 5    | 1969年5月4日  | 友だち           |                                        |
| 6    | 1969年5月11日 | ひもつき刑事     | 宮土尚治                               |
| 7    | 1969年5月18日 | さすらい         | 土屋嘉男、内田朝雄                     |
| 8    | 1969年5月25日 | 通り魔           |                                        |
| 9    | 1969年6月1日  | 雨のデート       | 橘ますみ                               |
| 10   | 1969年6月8日  | ターヤンの娘     |                                        |
| 11   | 1969年6月15日 | 二階級特進       |                                        |
| 12   | 1969年6月22日 | おばあさんの犯罪 | 北林谷栄                               |
| 13   | 1969年6月29日 | 刑事廃業         | 石浜祐次郎                             |
| 14   | 1969年7月6日  | ニセ刑事         |                                        |
| 15   | 1969年7月13日 | 娘が消えた       | 武原英子                               |
| 16   | 1969年7月20日 | 目撃者           |                                        |
| 17   | 1969年7月27日 | 遺産相続人       | 森本景武、芦屋小雁                     |
| 18   | 1969年8月3日  | 放火魔（前編）   | 島米八、榊原大介、藤田佳子、佐藤蛾次郎 |
| 19   | 1969年8月10日 | 放火魔（後編）   | 島米八、榊原大介、藤田佳子             |
| 20   | 1969年8月17日 | 影の男           | 堀内一市、原知佐子                     |
| 21   | 1969年8月24日 | 結婚サギ師       | 小林勝彦、森明子                       |
| 22   | 1969年8月31日 | 兄いもうと       | 三上真、正司歌江                       |
| 23   | 1969年9月7日  | 紐               | 山形勲                                 |
| 24   | 1969年9月14日 | 汚職（前編）     | 山形勲、松山英太郎、邦保               |
| 25   | 1969年9月21日 | 汚職（後編）     | 松山英太郎、邦保                       |
| 26   | 1969年9月28日 | 恋人たち         | 松山省二、山崎利雄                     |

## ネット局
特記の無い限り全て放送時間は日曜 21:30 - 22:15、同時ネット。

★ - 本作が放映開始した1969年4月に開局した局。
- 関西テレビ（制作局）
- 北海道放送：土曜 13:00 - 13:45（1969年8月30日から10月11日まで放送。第7話で打ち切り）[1]
- 岩手放送：日曜 16:45 - 17:30[2]
- 仙台放送[3]
- 福島テレビ：土曜 23:10 - 23:55[3]
- 新潟放送：土曜 15:00 - 15:45[4]
- フジテレビ
- ★富山テレビ[5]
- ★石川テレビ[5]
- ★長野放送[6]
- テレビ静岡[7]
- 東海テレビ[8]
- ★岡山放送[9]
- 広島テレビ[9]
- テレビ西日本[10]
- ★サガテレビ[10]
- ★テレビ長崎[11]
- ★テレビ熊本：日曜 15:30 - 16:15[11]
- 大分放送：日曜 22:30 - 23:15[12]
- 宮崎放送：土曜 13:00 - 13:45[13]
- 沖縄テレビ[14]